# Lac des Malghette
Le lac des Malghette (en italien : lago delle Malghete) est un lac alpin du nord-ouest de la province autonome de Trente. Il est situé dans le val Meledrio à 1 890 mètres d'altitude, dans le Parc naturel Adamello-Brenta. 
L'eau du lac alimente les aqueducs de Campo Carlo Magno et de Folgarida.

## Géographie
Il s'agit d'un lac d'origine naturelle à l'intérieur du haut val Meledrio. Son environnement est caractérisé par des forêts de conifères et des prairies, sur une terrasse orientée est. À l'ouest, il est dominé par Monte Nambino, la Cima Lasté et la Cima Artuick. Près du lac se trouvent un refuge et les vestiges de Malga Piano. 
Il peut être atteint à pied de la ville de Campo Carlo Magno ou des Malga Dimaro ou Malga Zeledria.